# NGC 7085
NGC 7085 ist eine Spiralgalaxie vom Hubble-Typ Sb im Sternbild Pegasus am Nordsternhimmel. Sie ist schätzungsweise 389 Millionen Lichtjahre von der Milchstraße entfernt und hat einen Durchmesser von etwa 135.000 Lichtjahren. Die Galaxie besitzt einen doppelten Galaxienkern.
Im selben Himmelsareal befindet sich u. a. die Galaxie NGC 7074.
Das Objekt wurde am 3. August 1864 von dem  Astronomen Albert Marth entdeckt.